# Castello di Thirlestane

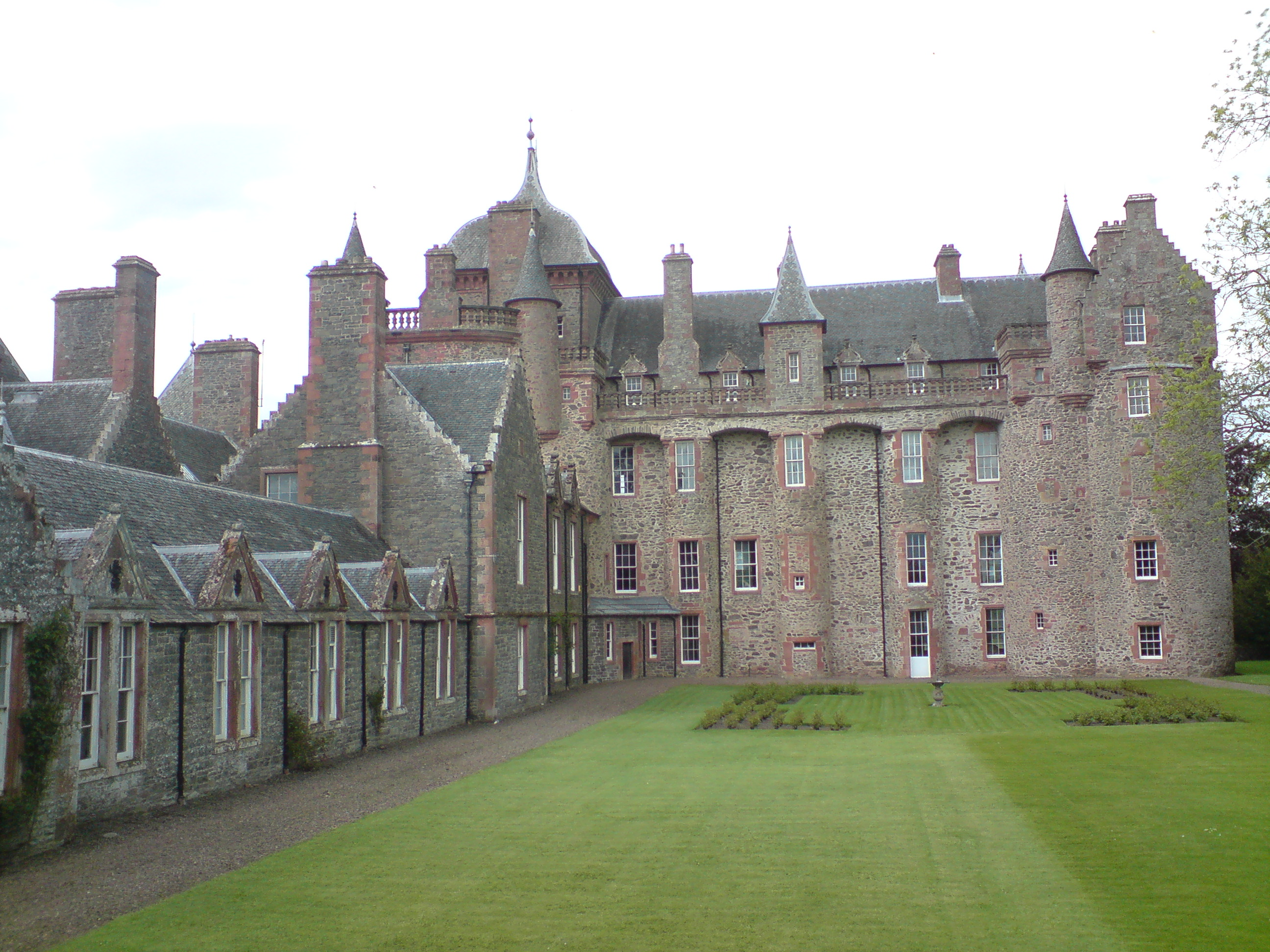
Un'ala del castello

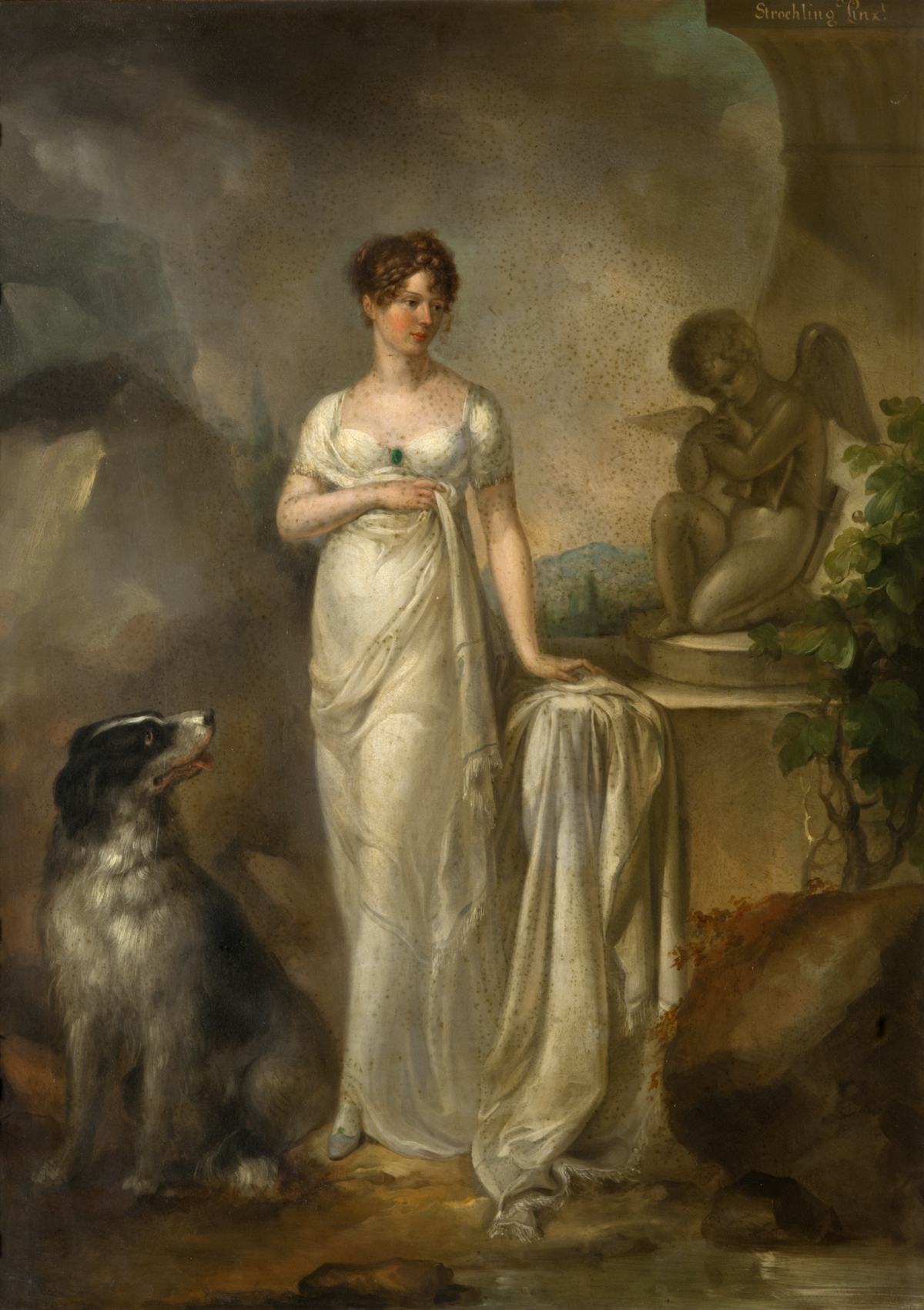
Il ritratto della contessa Jane Fleming, uno dei dipinti ospitati nel castello

Il castello di Thirlestane (in inglese Thirlestane Castle) è uno storico edificio della cittadina scozzese di Lauder, negli Scottish Borders (Scozia meridionale), eretto alla fine del XVI secolo, rimodellato negli anni settanta del XVII secolo ed ampliato negli anni quaranta del XIX secolo per volere della famiglia Maitland, un tempo conti di Lauderdale. Tra i castelli abitati più antichi della Scozia, è classificato come edificio di categoria A.

## Storia
L'edificio originario, una dimora quadrangolare con una torre per angolo, venne realizzato nella tenuta di Thirlestane intorno al 1590 per volere di John Maitland, appena nominato primo lord di Thirlestane e bisognoso di una nuova residenza che riflettesse il suo nuovo status. e che doveva essere utilizzata in luogo dell'antico castello di Thirlestane (di cui sono ancora visibili le rovine) che era stato realizzato nei dintorni dagli antenati di Maitland nella metà del XIII secolo.
Intorno al 1670, la residenza  venne trasformata in un sontuoso palazzo per volere dell'allora proprietario, John Maitland, II conte e I duca di Lauderdale, che era uno degli uomini più potenti della regione.  Quest'ultimo affidò l'incarico all'architetto Sir William Bruce : il nuovo progetto prevedeva, tra l'altro, l'aggiunta di due o tre nuove torri circolari.
Nel 1745, in una delle nuove stanze realizzate da Bruce soggiornò Bonnie Prince Charlie, il cui esercito di giacobiti si era accampato nel parco circostante.
All'inizio degli anni quaranta del XIX secolo, i proprietari avvertirono la necessità di effettuare dei lavori di ampliamento e ammodernamento della struttura che garantisse un maggiore confort agli ospiti e alla servitù: il progetto venne affidato all'architetto David Bryce. Bryce fece, tra l'altro, decorare gli interni affidando tali lavori agli intonacatori della Holyroodhouse di Edimburgo e i pittori della Ham House di Londra e aggiungere una nuova torre.
Nel corso della prima guerra mondiale, il castello di Thirlestane fu adibito a ospedale militare per la convalescenza degli ufficiali, mentre, nel corso della seconda guerra mondiale, il castello di Thirlestane ospitò la St Hilary's School, il cui corpo docenti e studenti era stato evacuato dalla vicina capitale Edimburgo.
Negli anni settanta del XX secolo, l'edificio, che aveva subito il crollo della torre aggiunta da Bryce, si trovava in stato di rovina e venne restaurato su iniziativa del nuovo proprietario Gerald Maitland-Carew, nipote del XV lord di Lauderdale, e nel 1984 fu aperto per la prima volta  al pubblico.
Ulteriori opere di ammodernamento furono poi effettuate a partire dal 2012 dai nuovi proprietari  Edward and Sarah Maitland-Carew, i quali aprirono la struttura per matrimoni e altri eventi.

## Architettura
Il palazzo si caratterizza per le facciate in argilla di color rosa.
I soffitti del secondo piano del castello sono decorati con preziose intonacature del XVII secolo realizzate da George Dunsterfield e da artigiani olandesi.
Una delle stanze più grandi del castello è la Duke's Grand Bedchamber. Tra le collezioni del castello, figurano una collezione di armi risalenti al 1745, ospitata nella sala all'entrata e una delle maggiori collezioni di ritratti di famiglia del Paese, che trova invece posto nella State Dining Room.